# Бесідино (Курська область)
Бесідино (рос. Беседино) — село в Курському районі Курської області Російської Федерації.
Населення становить 1154 особи. Входить до складу муніципального утворення Бесідинська сільрада.

## Історія
Населений пункт розташований на території українського етнічного та культурного краю Східна Слобожанщина.
Від 2004 року входить до складу муніципального утворення Бесідинська сільрада.

## Населення
| 1939 | 1959 | 2002  | 2010  |
| ---- | ---- | ----- | ----- |
| 900  | ↗988 | ↗1158 | ↘1154 |